# Trizin
Trizin (gr. Τροιζήν, Troizī́n) – miejscowość w Grecji, w administracji zdecentralizowanej Attyka, w regionie Attyka, w jednostce regionalnej Wyspy, w gminie Trizinia-Metana. W 2011 roku liczyła 673 mieszkańców.
Do 1929 roku nosiła nazwę Damala, przemianowana na pamiątkę miasta starożytnego. 
W pobliżu, odległe o 2 km na północny zachód od miejscowości, znajdują się rozproszone na znacznym obszarze pozostałości antycznej Trojzeny oraz ruiny XIII-wiecznej warowni (kástro)